# Jurong (Jiangsu)
Jurong is een stad in het zuidwesten van de provincie Jiangsu van China. Jurong had bij de census van 2010 617.680 inwoners. Jurong hoort als stadsarrondissement bij de stadsprefectuur Zhenjiang. Jurong ligt zo'n 80 km ten westen van Yangzhou en 40 km ten zuidoosten van de provinciehoofdstad Nanjing.

## Geschiedenis
In 129 v.Chr. werd Dang, de zoon van Liu Fa, toenmalig prins van Changsha, de markies van Jurong. Toen hij al snel stierf, werd het land dat hem toebehoorde Jurong county in het jaar volgend op zijn overlijden. Jurong was historisch onder de jurisdictie van Nanjing, maar werd geannexeerd aan de prefectuur van Zhenjiang in 1950, stadsprefectuur Zhenjiang vanaf 1983. Het arrondissement zelf werd in 1995 gepromoveerd tot stadsarrondissement.

## Transport
Op de Nanjing-Hangzhou hogesnelheidslijn is het station Jurong West gelegen in de zuidwestelijke rand van de stad.
Meerdere stations zijn gepland in Jurong bij de aanleg van de lijn S6 van de metro van Nanjing, om welke reden de lijn ook de Nanjing–Jurong Intercity Metro genoemd wordt.